# 銀色のシーズン
『銀色のシーズン』（ぎんいろのシーズン）は、2008年1月12日に公開された日本映画。

## 概要
「雪山の何でも屋」を名乗る男3人組と結婚を控えた女性を中心とした雪山を舞台とした群像劇。監督は『海猿』シリーズで初の映画監督を務めた羽住英一郎。
『海猿』の撮影が行われていた2003年夏に「スキーを題材にした映画」として企画が挙がっていたが、当初羽住はスキーの事を知らないということもあり断ったが、プロデューサーの堀部徹がカナダにあるウィスラー スキー場で見た看板に書かれた「No guts，No glory.Go for it!（根性なしに栄光なし、行ってみろ!）」の言葉から本作のテーマを見出し撮影に踏み切った。

## キャスト
- 城山銀 - 瑛太
- 綾瀬七海 - 田中麗奈
- 小鳩祐治 - 玉山鉄二
- 神沼次郎 - 青木崇高
- 北原エリカ - 佐藤江梨子
- 伊川一彦 - 田中要次
- 三波豊 - 水橋研二
- 谷口悟 - 林剛史
- ヒロシ - 山根和馬
- 矢野新平 - 小林勝也
- 宮部智明 - 杉本哲太
- 瀬戸雅之 - 國村隼
- その他の出演者：マイケル富岡、菅原卓磨、清水昭博、三上市朗、黛英里佳、豊田エリー、矢吹蓮、吉田暁央、三浦豪太、中根司、伊藤雅敏

## スタッフ
- 監督：羽住英一郎（ROBOT）
- 脚本：坂東賢治
- 音楽：佐藤直紀
- スキートータルアドバイザー：岩渕隆二
- 撮影監督：藤石修
- 撮影：西村博光、清久素延
- 照明：磯野雅宏
- 録音：柳屋文彦
- 美術：相馬直樹
- 装飾：寺尾淳
- 編集：松尾浩
- 監督補：七高剛
- 音響効果：柴崎憲治
- VFXスーパーバイザー：石井教雄
- スキーテクニカルアドバイザー：平本宗一郎、佐藤亜希子、片山恵
- モーグルバーンコーディネート：蟹沢正美、今野越奈、山崎友貴、小林淳一
- ファイティングコーディネート：FCプラン（佐々木修平、加藤照男、田浦リオ）
- カースタント：ウェルムーブ（佐藤秀美、柿添清、野呂真治）
- ロケ協力：白馬村、白馬村観光局、白馬観光開発、大町市、大町市産業建設部観光課、小谷村、倶知安町、さっぽろフィルムコミッション、ながのフィルムコミッション　ほか
- 現像：IMAGICA
- 共同製作：島谷能成、高田佳夫
- プロデューサー：宮澤徹、堀部徹、種田義彦

## 主題歌
- コブクロ「WHITE DAYS」（ワーナーミュージック・ジャパン）

## その他
- 映画撮影用のやぐらを固定するワイヤーに、リフトに乗っていた一般のスキー客3人がスキー板を引っかけるなどして落下し、重傷を負う事故が発生。一時的に撮影が中止された（2007年2月17日）。
- 撮影は2006年12月から翌年4月6日にかけて、長野県北安曇郡白馬村のスキー場や村内で行われたが、暖冬傾向が続く中でも例を見ないほどの記録的な積雪不足となったシーズンに直撃してしまい、真冬なのに豪雨になるほど気温が高い状態が続き、深刻な雪不足に苦しんだ。雪で作った式場など必要な場面にも雪が無くみるみる溶けていくような状態だったため、撮影そのものよりもスタッフ総出で雪をかき集めるのに多大な労力を要した。3月となりさらに雪が無くなっていく中でついに白馬での撮影を断念、最終的にニセコに移動、残っていたスキーシーンの撮影を終了した。実際に劇中でも白馬の街のシーンはハイシーズンにもかかわらず雪がほとんどなく、スキー場のシーンでもコース外には雪が無い部分が目立ち、終始シーズンオフ寸前の春雪のような状態となっている。
- 映画公開中は撮影の舞台となったスキー場でこの映画に関するパネルや写真の展示が行われている。
- Wiiの『ファミリースキー』（バンダイナムコゲームス）のゲーム内に、銀と七海が登場している。
- 2度ある競技シーンとも銀は黒一色のズボンを着用しているが、モーグル競技で選手は膝を揃えて滑っていることを審判にアピールできるように膝部分に切り返しの入った専用のウェアを着用していることが多い。が、上村愛子のように着用しない選手もいる。